# Sint-Lambertuskerk (Tignée)

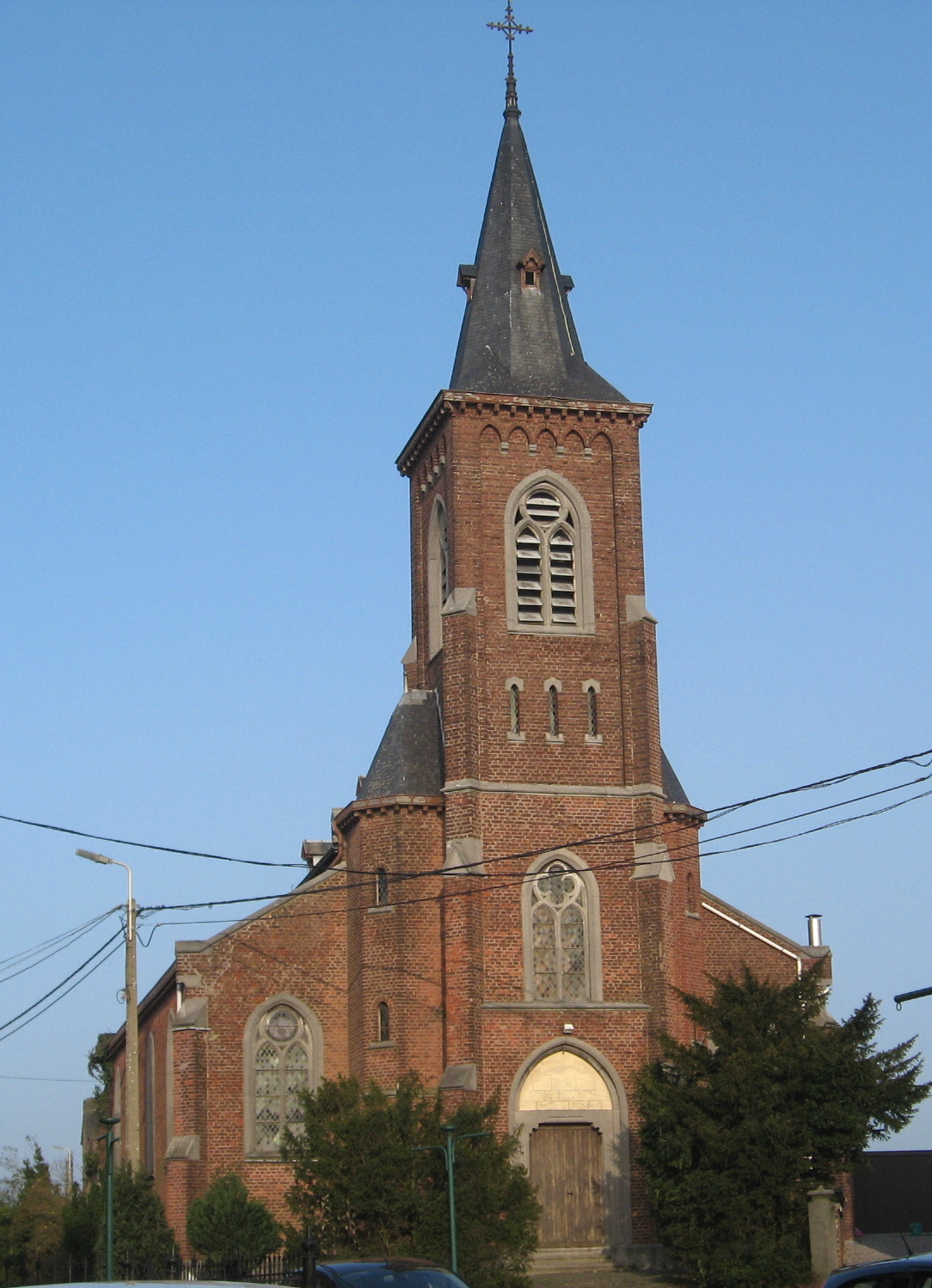
Sint-Lambertuskerk

De Sint-Lambertuskerk is de parochiekerk van het tot de Belgische gemeente Soumagne behorende dorp Tignée, gelegen aan de Rue du Magnificat.

## Geschiedenis
Hoewel reeds omstreeks 1450 melding werd gemaakt van een aan Sint-Lambertus gewijde kapel, was deze vooralsnog afhankelijk van de parochie van Melen.
In 1869 werd een neogotische kerk gebouwd naar ontwerp van Eugène Halkin. Deze kerk werd in 1906 bijna geheel verwoest door brand.
in 1908 werd een nieuwe kerk ingewijd, gebouwd naar ontwerp van Léonard Monseur. Ook dit betreft een neogotische kerk. Deze driebeukige kerk is gebouwd in baksteen met natuurstenen omlijstingen. Ze heeft een voorgebouwde vierkante toren met achtkante spits en een veelzijdig gesloten koor.

## Interieur
Het atelier Laurent-Duchéne vervaardigde het neogotische kerkmeubilair. Een schilderij van de Heilige Familie met Johannes de Doper en Sint-Elisabeth is uit 1706. De glas-in-loodvensters tonen diverse historische wapenschilden.